# Llista d'episodis de La Via Augusta
La Via Augusta és una sèrie de televisió creada per Joaquim Oristrell, produïda per Ovideo TV i emesa per TV3 el 26 d'abril de 2007 fins al 2 d'agost del mateix any. La sèrie està ambientada a la ciutat romana Tarraco l'any 24 aC, l'època de màxima esplendor de la ciutat.

## Llista d'episodis
Aquesta llista correspon a la relació d'episodis emesos de la sèrie, ordenats cronològicament.
| # | Títol                     | Direcció      | Guió                           | Data d'estrena       |
| --- | ------------------------- | ------------- | ------------------------------ | -------------------- |
| 1 | «Què em passa, doctor?»   | Sònia Sánchez | Joaquim Oristrell i Enric Gomà | 26 d'abril de 2007   |
| Any 28 aC, Tàrraco, Hispània. El cèsar August s'ha instal·lat a la península Ibèrica per seguir de prop les conquestes dels últims reductes ibers. Pompeu, el seu metge, s'ha de traslladar de Roma a Tàrraco amb tota la seva família per ocupar-se de la salut de l'emperador. En la travessa, el vaixell que portava estris i esclaus desapareix. La família es veu obligada a tornar a començar. Quan s'estan traslladant, són atacats per uns misteriosos rebels.                                                                                             |                           |               |                                |                      |
| 2 | «Esclaus i senyors»       | Sònia Sánchez | Joaquim Oristrell i Enric Gomà | 3 de maig de 2007    |
| El lot d'esclaus ibers que ha comprat Pompeu sembla una representació de la misèria humana. Al pati central de la casa comença la labor els rentent, els tallen els cabells, les ungles, etc. Poc a poc van apareixent uns éssers humans que criden l'atenció de la família; especialment Numància, que deixa embadalits els homes del clan d'Escipió. Mentrestant, el Cèsar te problemes d'impotència i Pompeu necessita l'ajuda de la seva sogra per trobar-hi el remei.                                                                                         |                           |               |                                |                      |
| 3 | «El somni d'una nit»      | Sònia Sánchez | Joaquim Oristrell i Enric Gomà | 10 de maig de 2007   |
| El Mandoni, el líder dels esclaus, vol fugir. El seu fill Arinsal li proposa com: adormiran tots els membres de la família romana i aprofitaran per anar-se'n a les muntanyes. Pompeu ha localitzat al bordell de la Lídia l'antiga amant del Xèsar i mira de treure-la de la brutícia i bogeria per curar l'ànim de l'emperador. L'entrada sobtada d'aquesta dona a la casa dispara la gelosia de la Clàudia... |                           |               |                                |                      |
| 4 | «El banquet»              | Sònia Sánchez | Joaquim Oristrell i Enric Gomà | 17 de maig de 2007   |
| El general Vespasià torna per sorpresa a Tàrraco d'una campanya contra els àsturs i la família Escipió decideix rebre'l amb un gran banquet. Vespasià està promès amb Màrcia i aquest matrimoni interessa molt Drusil·la, perquè hi veu una ocasió única per aconseguir poder i bons negocis. Quan la Màrcia veu Vespasià, s'horroritza, perquè el troba massa gran per ella. |                           |               |                                |                      |
| 5 | «A vida o mort»           | Sònia Sánchez | Joaquim Oristrell i Enric Gomà | 24 de maig de 2007   |
| El Cèsar i el general Vespasià decideixen enviar Mandoni a galeres, com a càstig per l'intent d'assassinat del general. Anar a galeres representava per un esclau una mort lenta i dolorosa. Numància no tornarà a veure mai més Mandoni. Desesperada, l'esclava Numància demana a Pompeu el perdó pel seu 'germà' Mandoni (perquè Numància amaga a tothom que Mandoni és el seu marit). |                           |               |                                |                      |
| 6 | «A bodes em convides»     | Sònia Sánchez | Joaquim Oristrell i Enric Gomà | 7 de juny de 2007    |
| El Vespasià i l'Antoni proposen al Mandoni que sigui gladiador, perquè calculen que els farà guanyar una fortuna. El Mandoni, contra l'opinió de la Numància, accepta, perquè planeja secretament una revolta d'esclaus, de l'estil de l'Espàrtac, i recuperar la llibertat per fugir a les muntanyes. El dia del casament del Vespasià amb la Màrcia s'acosta, però un atac agut del Vespasià precipita els esdeveniments. Entre l'esclau Bescaran, que és barber, i el Pompeu, extreuen la pedra del ronyó al Vespasià en una operació quirúrgica a vida o mort. |                           |               |                                |                      |
| 7 | «Vetes i fills»           | Sònia Sánchez | Joaquim Oristrell i Enric Gomà | 14 de juny de 2007   |
| La decisió del Pompeu d'afillar-se l'Arinsal no agrada a ningú: ni a la seva dona, la Clàudia, ni a la família dels Escipions, ni, a la que menys, la seva filla petita Júlia. Veuen en l'Arinsal un competidor que els robarà l'estima i els diners del Pompeu. És per aquesta raó que la Calpúrnia i la Drusil·la decideixen matar l'Arinsal secretament. Però després de diverses temptatives fracassades, el Pompeu s'assabenta d'aquests propòsits criminals i ho aconsegueix impedir.                                                                        |                           |               |                                |                      |
| 8 | «No sense el meu fill»    | Sònia Sánchez | Joaquim Oristrell i Enric Gomà | 21 de juny de 2007   |
| Per desfer-se de l'Arinsal, la Màrcia, la Júlia i l'Adrià planegen enganyar-lo i acusar-lo d'intentar violar la Màrcia, amb l'ajuda d'un preparat amorós que empenyerà, sense remei, l'Arinsal en braços de la Màrcia. Però el pla no surt bé perquè l'Arinsal és massa petit i no està gens interessat en els plaers de la carn, tot i la capacitat de seducció de la Màrcia. |                           |               |                                |                      |
| 9 | «Més clar que l'aigua»    | Sònia Sánchez | Joaquim Oristrell i Enric Gomà | 5 de juliol de 2007  |
| La Drusil·la i el Vespasià pretenen robar part de l'or de la campanya contra els àsturs, que el general Vespasià i la seva mà dreta, el Marc, estan a punt d'emprendre. Per això els acompanyarà l'Antoni, encara que ell pateix per la seva vida. Si el Cèsar els descobreix, els matarà com a represàlia. |                           |               |                                |                      |
| 10 | «Ni per tot l'or del món» | Sònia Sánchez | Joaquim Oristrell i Enric Gomà | 12 de juliol de 2007 |
| El Marc ha aconseguit salvar la vida en la incursió al congost i el Vespasià opta per enverinar-lo. Per això, prepara un verí que tasta amb un dels seus millors col·laboradors, el general Galba, que sospita de la traïció. El verí resulta d'una gran eficàcia i el Galba mor fulminat. L'Antoni, esgarrifat davant la mort propera del seu fill Marc, decideix fugir amb el Marc i tornar a Tàrraco amb tot l'or robat. |                           |               |                                |                      |
| 11 | «La nit del foc»          | Sònia Sánchez | Joaquim Oristrell i Enric Gomà | 19 de juliol de 2007 |
| Després de la mort del Vespasià, els Escipions tenen una sorpresa desagradable: l'hereu del Vespasià és l'Aureli, senador de Romà, marmessor i amic de l'ànima del Vespasià. La Drusil·la reacciona amb una ràbia inusitada, voldria matar l'Aureli amb les seves pròpies mans. Però la Clàudia descobreix la raó amagada del despit de la seva mare: en la joventut, la Drusil·la havia estat enamorada de l'Aureli i ell es va estimar més casar-se amb una dona més rica.                                                                                       |                           |               |                                |                      |
| 12 | «Amor, Roma»              | Sònia Sánchez | Joaquim Oristrell i Enric Gomà | 2 d'agost de 2007    |
| La boda de l'Aureli i la Drusil·la és més a prop. Tot i el nerviosisme de l'esdeveniment, el nuvi planeja assassinar el César durant el banquet de noces. Per aquest motiu, demana ajuda a l'Antoni que més tard s'unirà a la conspiració amb poca confiança. Per altra banda, el Pompeu decideix fugir. |                           |               |                                |                      |